# Ladytron

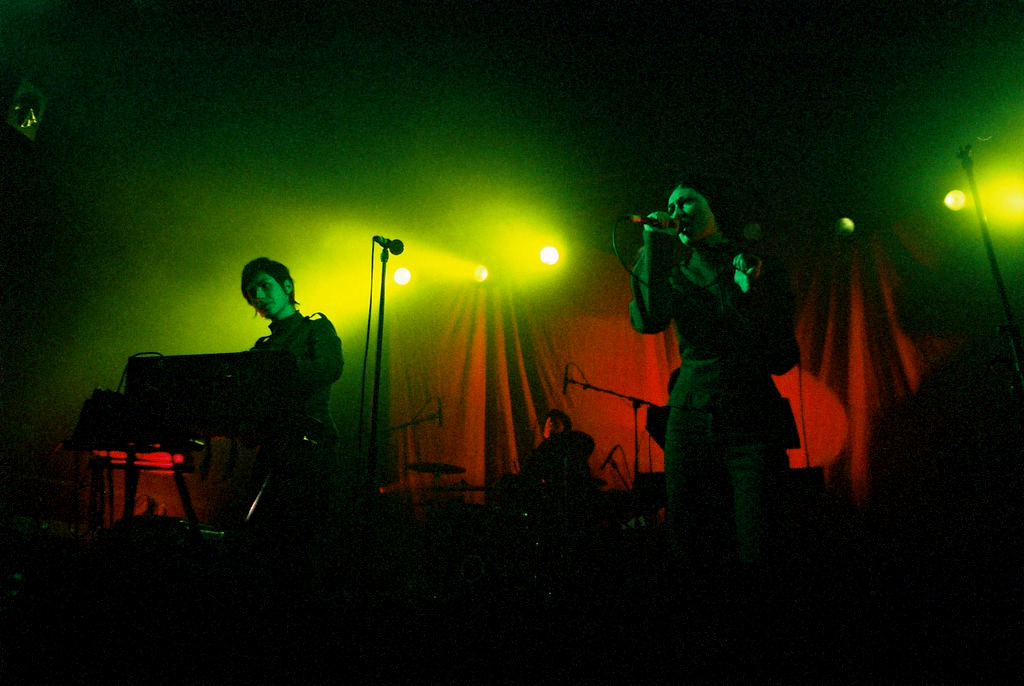
Ladytron (London, 2003)

Ladytron este o formație de muzică electronică din Liverpool, Marea Britanie, formată în 1999 și compusă din Helen Marnie (vocalist principal, sintetizatoare), Mira Aroyo (vocalist secundar, sintetizatoare) și Daniel Hunt (chitară electrică, sintetizatoare). Reuben Wu (sintetizatoare) a fost un membru al formației din 1999 până în 2013.
Numele lor a fost inspirat de piesa "Ladytron" de la Roxy Music. 
Stilul muzical al celor de la Ladytron este muzica electronică (în special subgenurile electropop și synthpop) cu influențe New-Wave și shoegazing. Anumite piese Ladytron cântate de Mira Aroyo au versurile scrise în limba bulgară.
Ladytron a remixat mulți artiști, precum Dave Gahan de la Depeche Mode, Goldfrapp, Blondie, Gang of Four, Bloc Party, Kings of Convenience, Simian, Indochine, Róisín Murphy, Apoptygma Berzerk, She Wants Revenge, Placebo, Soulwax, SONOIO sau Nine Inch Nails.

## Istoric

### Anii de început
Producătorii și DJ-ii Daniel Hunt și Rueben Wu din Liverpool s-au întâlnit în anii '90. Folosind aliasul Ladytron, au lansat în 1999 primul single "He Took Her to a Movie" în colaborare cu cântăreața Lisa Eriksson, care mai târziu va forma trupa Techno Squirrels. În vara anului 1999, Hunt și Wu le-au întâlnit pe Helen Marnie din Scoția și Mira Aroyo din Bulgaria, prin intermediul unor prieteni comuni. Cele două s-au alăturat formației ca vocaliste și clăpare.
Mai înainte, Daniel Hunt a fondat casa de discuri Invicta Hi-Fi și un club de noapte. Reuben Wu s-a pregătit în domeniul design industrial la Universitatea Sheffield Hallam. Helen Marnie a studiat la Universitatea din Liverpool unde a luat licența în muzică pop. Mira Aroyo are doctoratul în genetică la Universitatea din Oxford, departamentul Biochimie.

### 604
În 1999, grupul a lansat un EP intitulat Miss Black and Her Friends în Japonia, urmat de Mu-Tron EP în 2000.
În 2001, cei de la Ladytron au lansat albumul de debut 604 la casele de discuri Emperor Norton și Invicta Hi-Fi. Albumul a fost compus și produs în principal de Daniel Hunt care s-a folosit de sintetizatoare analogice pentru a obține sunetul dorit. 604 include unele dintre piesele deja publicate în EP-urile precedente. Patru single-uri au susținut albumul: "He Took Her to a Movie", "Playgirl", "Commodore Rock" și "The Way That I Found You".
Tot în 2001, Ladytron a cântat la festivalurile de muzică La Route du Rock din Franța și Benicàssim din Spania.

### Light & Magic
Pe 17 septembrie 2002, Ladytron a lansat cel de-al doilea album Light & Magic la casele de discuri Emperor Norton și Invicta Hi-Fi. Albumul a fost compus și produs de formație în Los Angeles, fiind ajutați de co-producătorul Mickey Petralia. Albumul include trei hituri underground, "Seventeen", "Blue Jeans" și "Evil". Ladytron a ținut un turneu de 18 luni pentru a promova albumul.
Pe 7 octombrie 2003, formația a lansat compilația-mix Softcore Jukebox. Pe lângă piesele altor artiști, piese selectate de Ladytron, compilația mai include și două piese ale lor: "Blue Jeans 2.0" și "Oops Oh My", un cover după Tweet.

### Witching Hour
Ladytron a lansat pe 3 octombrie 2005 cel de-al treilea album de studio, Witching Hour la casa de discuri Island. Albumul produs de formație și de Jim Abbiss a primit review-uri excelente. Stilul lor devenise mult mai complex și organic, ajungând la o fuziune dintre electropop și alte genuri precum New Wave și shoegazing. Pe album apar sunete generate de chitare electrice și tobe live alături de cele sintetice. Trei single-uri s-au lansat din Witching Hour: "Sugar" și "Destroy Everything You Touch". Single-ul "Destroy Everything You Touch" a devenit cea mai cunoscută piesă a trupei și de atunci este cântată live la închiderea fiecărui concert.
În 2006 apare Extended Play, un dublu-disc CD/DVD ce include diverse remixuri, B-side-uri dar și un documentar de 35 de minute pe DVD. În același an au lansat EP-ul The Harmonium Sessions, care conține versiuni unplugged ale pieselor "International Dateline", "Sugar", "Destroy Everything You Touch" și "The Last One Standing".
Cei de la Ladytron au pornit într-un turneu mondial, cântând în zone precum America de Nord și de Sud, Rusia, China și Australia. Au cântat în deschidere la Nine Inch Nails și Goldfrapp.

### Velocifero
Pe 2 iunie 2008, cei de la Ladytron au scos pe piață cel de-al patrulea și cel mai de succes album al lor, Velocifero la o nouă casă de discuri, Nettwerk. Velocifero are un stil mult mai agresiv decât precedentele albume. A fost produs la Paris de formație în colaborare cu Alessandro Cortini de la Nine Inch Nails și Vicarious Bliss. Cei de la Ladytron susțin că termenul "velocifero" înseamnă "the bringer of speed" și este de asemenea și numele unui scuter. S-au lansat trei single-uri: "Ghosts", "Runaway" and "Tomorrow".
In 2009, Ladytron a avut printre altele un turneu în America de Nord cu The Faint, și încă două concerte speciale cu Brian Eno la Opera din Sydney. În același an, formația a lansat primul lor album live Live at London Astoria 16.07.08, urmat de o serie de compilații de remixuri: 604 (Remixed & Rare), Light & Magic (Remixed & Rare), Witching Hour (Remixed & Rare) și Velocifero (Remixed & Rare). De asemenea au produs două piese bonus ("Birds of Prey" și "Little Dreamer") de pe ediția Deluxe a albumului Bionic al Christinei Aguilera.

### Best of 00–10
Coloana sonoră a jocului FIFA 11 includea o piesă nouă, "Ace of Hz", care va fi lansată ca single digital pe 30 noiembrie 2010. Pe 11 ianuarie 2011, Ladytron a scos EP-ul digital "Ace of Hz" ce conținea varianta de pe album plus cinci remixuri, inclusiv unul de la Tiësto.
Pe 28 martie 2011 a fost lansat Best of 00–10 la casa de discuri Nettwerk. Compilația conținea 17 piese în ediția standard și 33 de piese în ediția Deluxe, plus un booklet de 80 de pagini. Ambele versiuni includeau două piese noi, single-ul "Ace of Hz" și "Little Black Angel", un cover după Death in June. Ladytron au mai lansat o compilație de remixuri Best of Remixes și o compilație cu noua videoclipuri intitulată Best of 00–10 Videos.

### Gravity the Seducer
Pe 17 mai 2011, Ladytron a lansat single-ul "White Elephant". Cel de-al cincilea album de studio, Gravity the Seducer, a fost lansat pe 12 septembrie 2011. Au urmat alte două single-uri, "Ambulances" pe 16 iunie 2011 și "Mirage" pe 8 august 2011.

### Ladytron
Pe 1 februarie 2019, formația a lansat albumul Ladytron prin intermediul PledgeMusic. Albumul a fost promovat prin intermediul single-urilor "The Animals", "The Island" și "Far From Home".

### Time's Arrow
Pe 20 ianuarie 2023, Ladytron a lansat albumul Time's Arrow.

## Concerte
Formația a ținut numeroase concerte în toată lumea, chiar și în zone în care nu au avut albume și single-uri lansate (America de Sud, China etc.) datorită popularității căpătate pe internet.
Formațiile care au cântat în deschiderea Ladytron au fost Simian, The Presets, SONOIO, Geographer, CSS, Asobi Seksu, Mount Sims, Crocodiles, Franz Ferdinand și SONOIO.
Cei de la Ladytron au cântat în deschidere la Soulwax în 2001, Björk în 2003, Nine Inch Nails în 2007 (la invitația lui Trent Reznor, liderul trupei). În 2009 Ladytron trebuia să cânte în deschidere la Depeche Mode în cadrul turneului Touring the Universe din Europa de Est (printre care și România), dar concertele s-au anulat datorită stării de sănătate a lui Dave Gahan.

## Discografie

### Albume de studio
- 604 (2001)
- Light & Magic (2002)
- Witching Hour (2005)
- Velocifero (2008)
- Gravity the Seducer (2011)
- Ladytron (2019)
- Time's Arrow (2023)

### Compilații
- Softcore Jukebox (2003)
- Best of 00–10 (2011)
- Best of Remixes (2011)

### Albume live
- Live at London Astoria 16.07.08 (2009)

### Albume remix
- 604 (Remixed & Rare) (2009)
- Light & Magic (Remixed & Rare) (2009)
- Witching Hour (Remixed & Rare) (2009)
- Velocifero (Remixed & Rare) (2009)
- Gravity the Seducer Remixed (2014)

### EP-uri
- Miss Black and Her Friends (1999)
- Mu-Tron EP (2000)
- Extended Play (2006)
- The Harmonium Sessions (2006)

### Single-uri
- "He Took Her to a Movie" (1999)
- "Playgirl" (2000)
- "Commodore Rock" (2000)
- "The Way That I Found You" (2001)
- "Seventeen" (2002)
- "Blue Jeans" (2003)
- "Evil" (2003)
- "Sugar" (2005)
- "Destroy Everything You Touch" (2005)
- "International Dateline" (2005)
- "Weekend" (2005)
- "Soft Power" (2005)
- "Ghosts" (2008)
- "Runaway" (2008)
- "Tomorrow" (2009)
- "Ace of Hz" (2010)
- "White Elephant" (2011)
- "Ambulances" (2011)
- "Mirage" (2011)
- "The Animals" (2018)
- "The Island" (2018)
- "Far From Home" (2018)
- "City of Angels" (2022)
- "Faces" (2022)

## Videografie

### Materiale video
- Extended Play (2006), DVD bonus
- Best of 00-10 Videos (2011), compilație iTunes

### Videoclipuri
- Playgirl (versiunea 1)
- Playgirl (versiunea 2)
- Playgirl (Glove Remix)
- Seventeen
- Evil (versiunea UK)
- Evil (versiunea US)
- Blue Jeans
- Sugar
- Destroy Everything You Touch
- Ghosts
- Runaway
- Tomorrow
- Ace of Hz
- White Elephant
- Mirage
- International Dateline
- The Animals
- The Island
- Faces